# Raimundo Amâncio de Miranda
Raimundo Amâncio de Miranda foi um político brasileiro.
Foi presidente da província do Amazonas, de 2 a 12 de julho de 1888.